# Germain Katanga

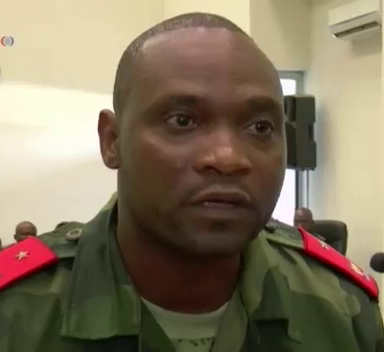
Germain Katanga während seines Prozesses in Kinshasa, 2016

Germain Katanga (* 28. April 1978 in Mambasa, Demokratische Republik Kongo) (alias Simba) ist ein ehemaliger Anführer der Forces de Résistance Patriotique d’Ituri (FRPI) und ein verurteilter Kriegsverbrecher.

## Leben

### Militärische Karriere
Im Konflikt zwischen den Volksgruppen der Hema und der Lendu in der Provinz Ituri gehörte Katanga zwischen 1999 und 2003 zu den wichtigsten Kriegsherren. Seit Beginn des Jahres 2003 war er der höchste Kommandant der FRPI. Die FRPI war eine Milizarmee, die überwiegend aus Angehörigen der Lendu bestand.
Am 11. Dezember 2004 wurde er in den Rang eines Brigadiers der kongolesischen Armee befördert. Katanga wurde in Kinshasa im März 2005 verhaftet.

### Haftbefehl des IStGH und Gerichtsverfahren
Aufgrund eines Haftbefehls des Internationalen Strafgerichtshofs (IStGH) wurde er am 17. Oktober 2007 an den IStGH nach Den Haag überführt. Katanga wurde wegen diverser Kriegsverbrechen und Verbrechen gegen die Menschlichkeit, darunter auch wegen der Rekrutierung von Kindersoldaten, angeklagt. Unter anderem wurde er wegen eines Angriffs auf das Dorf Bogoro, Ituri am 24. Februar 2003 angeklagt. Bei diesem Massaker an der Zivilbevölkerung sollen über 200 Menschen getötet worden sein. Mathieu Ngudjolo Chui wurde als Mittäter des gleichen Verbrechens angeklagt.
Die Hauptverhandlung am IStGH begann am 24. November 2009 gegen beide Angeklagten. Am 21. November 2012 wurden die beiden Verfahren separiert. Einen Monat später wurde der angeklagte Mittäter Ngudjolo freigesprochen. Nach Ansicht des Gerichtes konnte die Anklage nicht zweifelsfrei beweisen, dass Ngudjolo aktiv an den Verbrechen in Bogoro  beteiligt oder dafür als Milizenführer verantwortlich war.
Der IStGH hat Katanga der Beihilfe zu Kriegsverbrechen und Verbrechen gegen die Menschlichkeit am 7. März 2014 für schuldig gesprochen. Katanga lieferte nach Ansicht des Gerichts am 24. Februar 2003 in der Demokratischen Republik Kongo Waffen für ein Massaker im Dorf Bogoro (Distrikt Ituri), infolge dessen 200 Menschen getötet und zahlreiche Frauen vergewaltigt wurden. Am 23. Mai 2014 wurde er zu 12 Jahren Haft verurteilt. Da der Internationale Strafgerichtshof selbst keine Gefängnisse für Verurteilte betreibt, wurde Katanga im Dezember 2015 zur Verbüßung seiner Haftstrafe in die Demokratische Republik Kongo überstellt.